# Technika lewaluaska

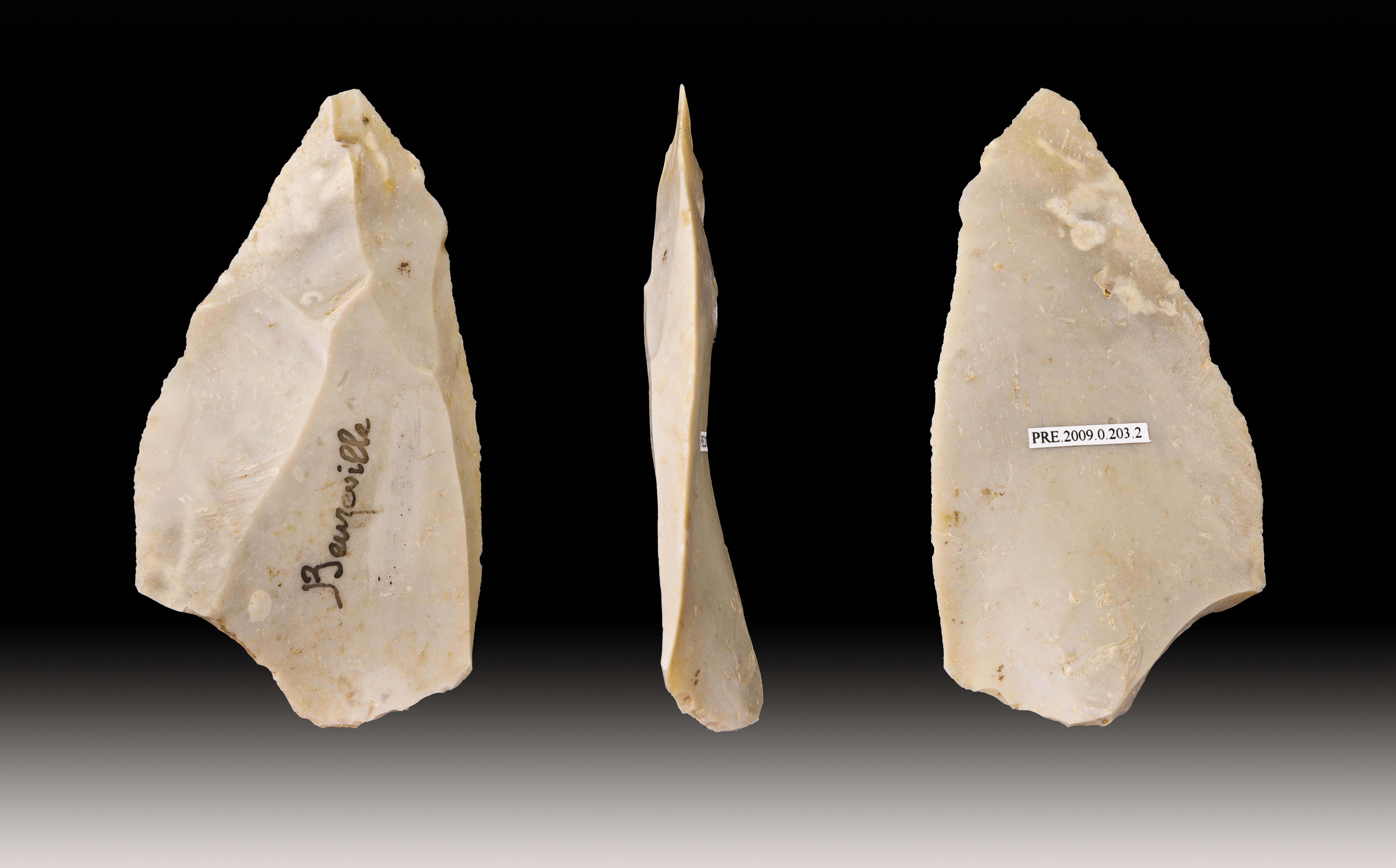
Groty lewaluaskie z Beuzeville (Normandia)

Animacja przedstawiająca sposób obróbki krzemienia techniką lewaluaską

Technika lewaluaska – sposób obróbki kamienia i wytwarzania narzędzi w epoce środkowego paleolitu, którego historycznym świadectwem są obiekty tzw. przemysłu lewaluaskiego. 
Nazwa pochodzi od eponimicznego stanowiska Levallois-Perret, obecnie przedmieścia Paryża.Technika lewaluaska znana jest w rozwiniętej kulturze aszelskiej, ale jej główny rozwój przypada na okres środkowego paleolitu.
Cechą charakterystyczną tej techniki jest konieczność wykonania wielu prac pośrednich, które mają na celu takie uformowanie rdzenia, by jednym odbiciem uzyskać jeden odłupek o zamierzonym, pożądanym przez wytwórcę kształcie. Chodzi tu o zaprawianie rdzenia dotyczące głównie jego odłupni. Odłupki lewaluaskie w swojej formie mogą mieć formę zbliżoną do owalu bądź do trójkąta – wynikiem działania są wówczas ostrza lewaluaskie. Z rdzeni lewaluaskich uzyskać można także odłupki o bokach równoległych, czyli wióry lewaluaskie.